# أدرادا دي هازا
بلدية أدرادا دي هازا (بالإسبانية: Adrada de Haza)‏، هي إحدى بلديات مقاطعة برغش، التي تقع في منطقة قشتالة وليون، والتي تقع في شمال غرب إسبانيا.
يبلغ عدد سكانها 273 نسمة وفقاً لإحصائية سنة (2002).